# Phyllis Diller
Pour les articles homonymes, voir Diller.
Phyllis Ada Driver, plus connue sous le nom de Phyllis Diller, est une humoriste américaine née le 17 juillet 1917 à Lima (Ohio) et morte le 20 août 2012 à Los Angeles (Californie).
Diller mène une vie de femme au foyer avant de commencer sa carrière d'humoriste à l'âge de 37 ans. Elle se produit sur scène dans des spectacles de stand-up, anime des émissions de télévision et joue la comédie à Broadway, dans des séries et des longs métrages.

## Biographie

### Jeunesse
Phyllis Ada Driver étudie brièvement au Sherwood Conservatory of Music de Chicago, puis intègre Bluffton College (en), une université d'arts libéraux située dans l'Ohio. Elle espère devenir professeur de musique, mais y renonce après avoir rencontré Sherwood Anderson Diller, qui l'épouse en 1939. Le couple s'établit dans le Michigan au cours des années 1940, puis en Californie en 1945, lorsque Sherwood Diller est transféré sur la base aéronavale d'Alameda. Après la guerre, il occupe différents emplois et connaît des périodes de chômage, tandis que son épouse élève leurs cinq enfants,. Elle contribue aux besoins du ménage en écrivant une chronique dans un journal local, ainsi que des textes publicitaires pour un grand magasin, puis une station de radio d'Oakland. Elle est nommée directrice de la promotion et du marketing par la station KSFO de San Francisco.

### Carrière d'humoriste

#### Scène
Douée pour « amuser la galerie », Phyllis Diller est encouragée par son mari à monter sur scène. Elle surmonte ses réticences, se lance dans l'écriture de numéros comiques et accepte toutes les occasions de se produire en public. Elle passe une audition dans un night-club de San Francisco, The Purple Onion (en), où elle commence sa carrière d'humoriste professionnelle en mars 1955, à l'âge de 37 ans. Phyllis Diller s'y produit durant 89 semaines avant d'entreprendre sa première tournée. Elle donne son spectacle de stand-up dans tout le pays et se produit notamment dans de grands hôtels comme le Caesars Palace de Las Vegas et le Waldorf-Astoria de New York. Son premier album est enregistré en 1959. En 1962, l'humoriste joue au Carnegie Hall un spectacle intitulé Just Phyllis Diller. En 1970 à Broadway, elle fait partie des actrices qui se sont succédé pour interpréter le rôle de Dolly Levi dans la comédie musicale Hello, Dolly!,.
À la fin de sa carrière, Phyllis Diller est diminuée par un infarctus survenu en 1999. Elle donne son dernier spectacle de stand-up à Las Vegas en 2002. L'humoriste estime avoir écrit 75 % des blagues utilisées dans ses spectacles. Elle en conserve 50 000 sur des fiches rangées par catégories dans une armoire métallique qu'elle cède au Musée national d'histoire américaine après avoir pris sa retraite.

#### Télévision
En 1964, Phyllis Diller anime un télé-crochet intitulé Show Street. Elle tient le premier rôle dans la sitcom The Pruitts of Southampton (en), diffusée en 1966 et 1967 par le réseau ABC. En 1968, elle anime The Beautiful Phyllis Diller Show, une émission de variétés de NBC. Au cours des années 1960 et 1970, elle est invitée dans de nombreuses émissions, dont The Tonight Show, un talk-show de fin de soirée alors animé par Jack Paar, et The Ed Sullivan Show,. L'humoriste participe à une vingtaine d'émissions spéciales consacrées à Bob Hope. Elle tient un rôle récurrent dans le feuilleton Amour, Gloire et Beauté (The Bold and the Beautiful). Après avoir abandonné la scène, Diller est comédienne de voix dans des séries télévisées d'animation, dont Les Griffin (Family Guy), La Famille Delajungle (The Wild Thornberrys) et Jimmy Neutron (The Adventures of Jimmy Neutron: Boy Genius),.

#### Cinéma
Au cours de sa carrière, Diller apparaît dans une trentaine de films. En 1961, elle interprète la tenancière de cabaret Texas Guinan dans La Fièvre dans le sang (Splendor in the Grass) d'Elia Kazan. Durant les années 1960, elle joue notamment dans plusieurs longs métrages en compagnie de Bob Hope.

### Autres activités
Sa formation classique lui permet de jouer avec plusieurs orchestres symphoniques sous le pseudonyme de Dame Illya Dillya. Elle interprète au piano des œuvres de compositeurs classiques comme Bach et Beethoven,. Elle pratique également la peinture.
En 2004, Gregg Barson réalise le film documentaire Goodnight, We Love You qui retrace la carrière de Phyllis Diller et comporte l'enregistrement de son dernier spectacle, donné en 2002 à Las Vegas. Il est édité l'année suivante en DVD par Image Entertainment. Diller écrit plusieurs ouvrages, dont son autobiographie, Like a Lampshade in a Whorehouse: My Life in Comedy, publiée en 2005.

### Vie privée
L'humoriste est l'une des premières célébrités à parler ouvertement de ses opérations de chirurgie esthétique.
Phyllis et son premier mari Sherwood Diller divorcent en 1965. L'humoriste se remarie avec l'acteur Warde Donovan. Après son second divorce, Phyllis Diller vit en couple avec un avocat jusqu'à la mort de celui-ci en 1991. Elle est victime d'un infarctus en 1999 et porte ensuite un stimulateur cardiaque.

## Récompenses
En 1967, Phyllis Diller est nommée aux Golden Globes dans la catégorie meilleure actrice dans une série télévisée pour son rôle dans la sitcom The Pruitts of Southampton (en). En 1992, un prix récompensant l'ensemble de sa carrière lui est décerné lors des American Comedy Awards. Le « living legacy award » du Women's International Center (WIC) lui est remis en 2000. En 1993, une « étoile » est dédiée à l'humoriste sur le Walk of Fame d'Hollywood.

## Caractéristiques

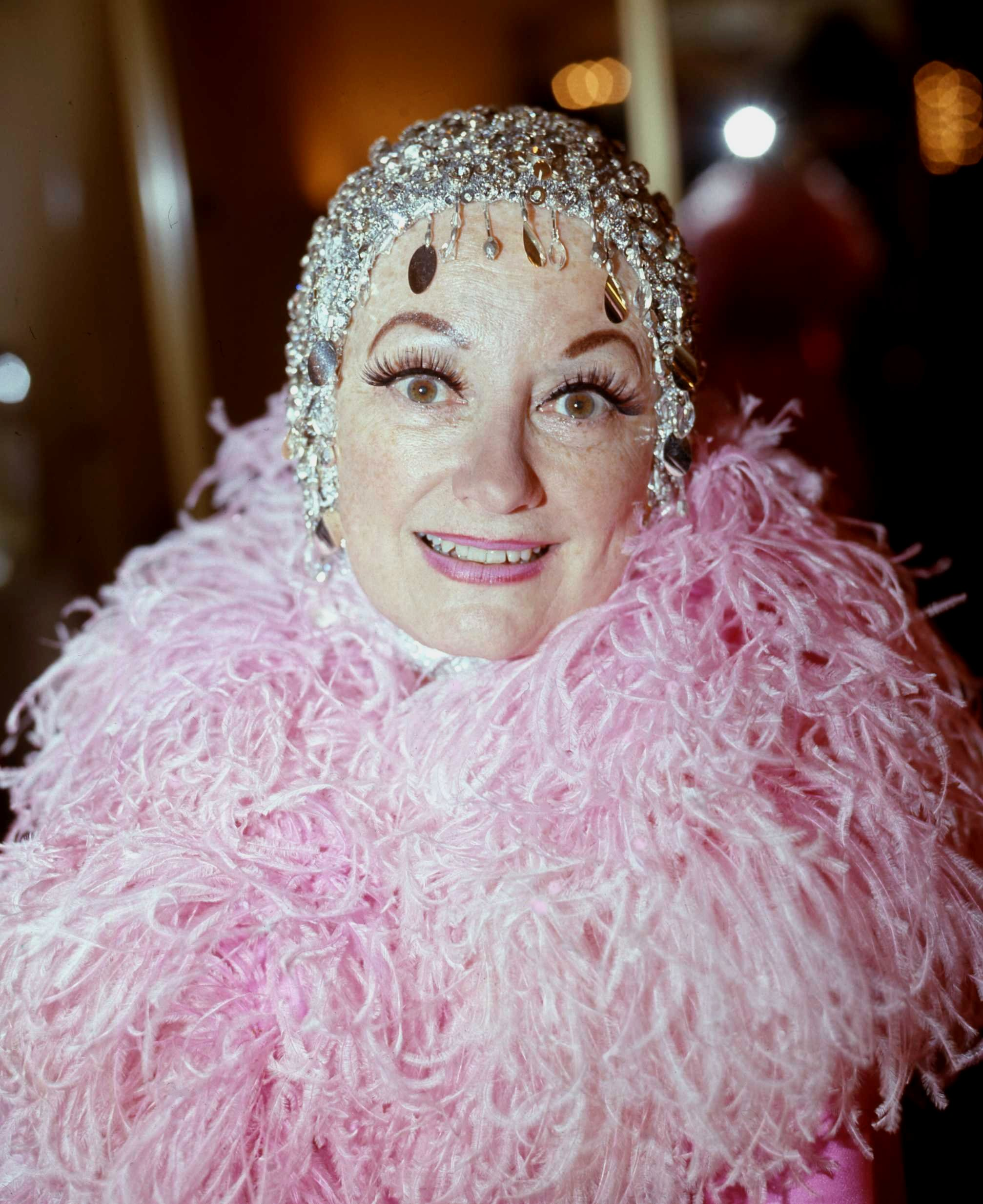
Phyllis Diller en 1973.

Lors de ses premiers spectacles, Phyllis Diller chante et se livre à des imitations, notamment de Jeanette MacDonald, avant d'éliminer graduellement cet aspect pour se concentrer sur les monologues humoristiques,. Sur scène, elle enchaîne rapidement les traits d'esprit, une approche agressive qui est à l'époque inédite pour une comique féminine. Selon Joan Rivers, elle est la première femme à pratiquer le stand-up sans agrémenter son numéro de chansons ou de danses. L'humoriste bénéficie d'un bon sens du rythme (timing). Capable de placer jusqu'à douze blagues à la minute, elle est surnommée « Killer Diller » (Diller la tueuse).
Au début de sa carrière, elle se présente dans des vêtements chics. Par la suite, elle fait évoluer son costume de scène. L'humoriste élabore petit à petit un personnage comique sans aucun charme en adoptant des vêtements grotesques, dont la coupe donne l'impression qu'ils abritent un corps aux proportions inhabituelles. Elle est également célèbre pour son rire rauque,. Diller qualifie son personnage de « harpie » (harridan). Dans ses spectacles, elle prend les tâches ménagères et la vie de famille comme sujets et se moque du mari de son personnage, surnommé Fang,. Celui-ci concentre les pires traits de caractère. Diller pratique également l'autodénigrement.

## Influences
Phyllis Diller marche dans les pas de comédiennes de stand-up comme Jean Carroll (en), dont l'humour est inspiré par sa vie de famille, Belle Barth (en), connue pour son humour salace, ou encore Minnie Pearl. Diller est influencée par le comique Bob Hope, qui l'a encouragée au début de sa carrière. Elle est considérée comme une figure importante ayant ouvert les portes aux humoristes des générations suivantes, comme Joan Rivers, Roseanne Barr et Kathy Griffin,.

## Filmographie

### Télévision
- 1963 : The Phyllis Diller Special
- 1966 : The Pruitts of Southampton (en) : (série TV) : Phyllis Pruitt
- 1966 : An Evening with Phyllis Diller
- 1968 : The Phyllis Diller Special
- 1968 : The Beautiful Phyllis Diller Show
- 1970 : The Mad, Mad, Mad Comedians (en) (TV) (voix)
- 1972 : The New Scooby doo movies : Elle-même (voix)
- 1982 : An Evening at the Improv (série TV) : Guest host
- 1987 : Alice Through the Looking Glass (de) (TV) : The White Queen (voix)
- 1987 : Jonathan Winters: On the Ledge (TV) : Jonathan's Mother / personnages divers
- 1990 : Capitaine Planète (Captain Planet and the Planeteers) (série TV) : Jane Goodair (voix)
- 1995-2004 : Amour, Gloire et Beauté (The Bold and the Beautiful) : Gladys Pope
- 2006-2007 : Les Griffin (Family Guy) (voix)

### Cinéma
- 1961 : La Fièvre dans le sang (Splendor in the Grass) : Texas Guinan
- 1966 : The Fat Spy (en) : Camille Salamander
- 1966 : Quel numéro ce faux numéro ! (Boy, Did I Get a Wrong Number!) : Lily
- 1967 : Eight on the Lam (en) : Golda
- 1968 : Silent Treatment
- 1968 : La Marine en folie (The Private Navy of Sgt. O'Farrell) : Nurse Nellie Krause
- 1968 : Did You Hear the One About the Traveling Saleslady? : Agatha Knabenshu
- 1969 : Mad Monster Party? : The Monster's Mate (voix)
- 1969 : The Adding Machine (en) : Mrs. Zero
- 1975 : Ennemis comme avant (The Sunshine Boys (1975 film)) : dans son propre rôle
- 1979 : A Pleasure Doing Business : Mrs. Wildebeast
- 1982 : Pink Motel : Margaret
- 1988 : Doctor Hackenstein
- 1990 : Pucker Up and Bark Like a Dog : Mrs. Frasco
- 1990 : Le Prince Casse-noisette (The Nutcracker Prince) : Mousequeen (voix)
- 1991 : The Boneyard (en) : Miss Poopinplatz
- 1993 : The Perfect Man
- 1993 : Blanche-Neige et le Château hanté (Happily Ever After) : Mother Nature (voix)
- 1994 : Le Silence des jambons (Il Silenzio dei prosciutti) : Old Secretary
- 1998 : 1 001 Pattes (A Bug's Life) : Queen (voix)
- 1999 : The Debtors
- 1999 : The Nuttiest Nutcracker (en) (vidéo) : Sugar Plum Fairy (voix)
- 2000 : Everything's Jake
- 2002 : The Last Place On Earth : Mrs. Baskin
- 2002 : Hip! Edgy! Quirky! : Mrs. Higgenbothen
- 2004 : Motocross Kids : Lou
- 2004 : West from North Goes South : The Cashier
- 2005 : Unbeatable Harold (en) : Mrs. Clancy
- 2006 : Forget About It (en) : Mrs. Hertzberg

## Ouvrages
- (en) Like a Lampshade in a Whorehouse : My Life in Comedy  (en collaboration avec Richard Buskin), Penguin, 2005, 266 p. (ISBN 978-1-58542-396-5)
- (en-US) The Joys of Aging--and How to Avoid Them : Can Sex Keep You Young? And Other Silly Questions, Garden City, 1981, 167 p. (ISBN 978-0-385-14555-8)
- (en-US) The Complete Mother  (ill. Iwao Takamoto), Garden City, 1969, 121 p. (OCLC 30529)
- (en-US) Phyllis Diller's Marriage Manual  (ill. Susan Perl), Garden City, 1967, 115 p. (OCLC 2648519)
- (en-US) Phyllis Diller's Housekeeping Hints  (ill. Susan Perl), Garden City, 1966, 121 p. (OCLC 1663422)